# Bandung (Kebumen)
Bandung is een bestuurslaag in het regentschap Kebumen van de provincie Midden-Java, Indonesië. Bandung telt 3448 inwoners (volkstelling 2010).